# Santiago Tillo
Santiago Tillo är en kommun i Mexiko.   Den ligger i delstaten Oaxaca, i den sydöstra delen av landet, 290 km sydost om huvudstaden Mexico City.
Följande samhällen finns i Santiago Tillo:
- San Mateo Yucucuí